# Țeroviște, Tărgoviște
Țeroviște (în bulgară Церовище) este un sat în comuna Omurtag, regiunea Tărgoviște,  Bulgaria. 

## Demografie
Componența etnică a satului Țeroviște
     Bulgari (1,7%)
     Turci (6,15%)
     Nicio identificare (91,11%)
     Altele (1,02%)
La recensământul din 2011, populația satului Țeroviște era de 585 locuitori. Nu există o etnie majoritară, locuitorii fiind turci (6,15%) și bulgari (1,7%). Pentru 91,11% din locuitori nu este cunoscută apartenența etnică.